# Гері Сутер
Гері Сутер (англ. Gary Suter, нар. 24 червня 1964, Медісон) — колишній американський хокеїст, що грав на позиції захисника. Грав за збірну команду США.
Володар Кубка Стенлі. Провів понад тисячу матчів у Національній хокейній лізі.

## Ігрова кар'єра
Хокейну кар'єру розпочав 1981 року в ХЛСШ.
1984 року був обраний на драфті НХЛ під 180-м загальним номером командою «Калгарі Флеймс».
Протягом професійної клубної ігрової кар'єри, що тривала 18 років, захищав кольори команд «Калгарі Флеймс», «Чикаго Блекгокс» та «Сан-Хосе Шаркс».
Загалом провів 1253 матчі в НХЛ, включаючи 108 ігор плей-оф Кубка Стенлі.
Був гравцем молодіжної збірної США, у складі якої брав участь у 7 іграх. Виступав за національну збірну США, провів 45 ігор в її складі.

## Нагороди та досягнення
- Пам'ятний трофей Колдера — 1986
- Нагорода Джека Адамса — 1986
- Учасник матчу усіх зірок НХЛ — 1986, 1988, 1989, 1991, 1996
- Друга команда всіх зірок НХЛ — 1988
- Володар Кубка Стенлі в складі Калгарі Флеймс — 1989
- Срібний призер Зимових Олімпійських ігор у Солт-Лейк-Сіті — 2002

## Статистика

### Клубні виступи
| Сезон        | Клуб                            | Ліга         | Регулярна першість | Регулярна першість | Регулярна першість | Регулярна першість | Регулярна першість | Плей-оф | Плей-оф | Плей-оф | Плей-оф | Плей-оф |
| Сезон        | Клуб                            | Ліга         | І                  | Г                  | П                  | О                  | ШХ                 | І       | Г       | П       | О       | ШХ      |
| ------------ | ------------------------------- | ------------ | ------------------ | ------------------ | ------------------ | ------------------ | ------------------ | ------- | ------- | ------- | ------- | ------- |
| 1981–82      | «Дюб'юк Файтінг Сейнтс»         | ХЛСШ         | 18                 | 3                  | 4                  | 7                  | 32                 | —       | —       | —       | —       | —       |
| 1982–83      | «Дюб'юк Файтінг Сейнтс»         | ХЛСШ         | 41                 | 9                  | 30                 | 39                 | 112                | —       | —       | —       | —       | —       |
| 1983–84      | «Університет Вісконсин-Медісон» | NCAA         | 35                 | 4                  | 18                 | 22                 | 32                 | —       | —       | —       | —       | —       |
| 1984–85      | «Університет Вісконсин-Медісон» | NCAA         | 39                 | 12                 | 39                 | 51                 | 110                | —       | —       | —       | —       | —       |
| 1985–86      | «Калгарі Флеймс»                | НХЛ          | 80                 | 18                 | 50                 | 68                 | 141                | 10      | 2       | 8       | 10      | 8       |
| 1986–87      | «Калгарі Флеймс»                | НХЛ          | 68                 | 9                  | 40                 | 49                 | 70                 | 6       | 0       | 3       | 3       | 10      |
| 1987–88      | «Калгарі Флеймс»                | НХЛ          | 75                 | 21                 | 70                 | 91                 | 124                | 9       | 1       | 9       | 10      | 6       |
| 1988–89      | «Калгарі Флеймс»                | НХЛ          | 63                 | 13                 | 49                 | 62                 | 78                 | 5       | 0       | 3       | 3       | 10      |
| 1989–90      | «Калгарі Флеймс»                | НХЛ          | 76                 | 16                 | 60                 | 76                 | 97                 | 6       | 0       | 1       | 1       | 14      |
| 1990–91      | «Калгарі Флеймс»                | НХЛ          | 79                 | 12                 | 58                 | 70                 | 102                | 7       | 1       | 6       | 7       | 12      |
| 1991–92      | «Калгарі Флеймс»                | НХЛ          | 70                 | 12                 | 43                 | 55                 | 128                | —       | —       | —       | —       | —       |
| 1992–93      | «Калгарі Флеймс»                | НХЛ          | 81                 | 23                 | 58                 | 81                 | 112                | 6       | 2       | 3       | 5       | 8       |
| 1993–94      | «Калгарі Флеймс»                | НХЛ          | 25                 | 4                  | 9                  | 13                 | 20                 | —       | —       | —       | —       | —       |
| 1993–94      | «Чикаго Блекгокс»               | НХЛ          | 16                 | 2                  | 3                  | 5                  | 18                 | 6       | 3       | 5       | 0       | 6       |
| 1994–95      | «Чикаго Блекгокс»               | НХЛ          | 48                 | 10                 | 27                 | 37                 | 42                 | 12      | 2       | 5       | 7       | 10      |
| 1995–96      | «Чикаго Блекгокс»               | НХЛ          | 82                 | 20                 | 47                 | 67                 | 80                 | 10      | 3       | 3       | 6       | 8       |
| 1996–97      | «Чикаго Блекгокс»               | НХЛ          | 82                 | 7                  | 21                 | 28                 | 70                 | 6       | 1       | 4       | 5       | 8       |
| 1997–98      | «Чикаго Блекгокс»               | НХЛ          | 73                 | 14                 | 28                 | 42                 | 74                 | —       | —       | —       | —       | —       |
| 1998–99      | «Сан-Хосе Шаркс»                | НХЛ          | 1                  | 0                  | 0                  | 0                  | 0                  | —       | —       | —       | —       | —       |
| 1999–00      | «Сан-Хосе Шаркс»                | НХЛ          | 76                 | 6                  | 28                 | 34                 | 52                 | 12      | 2       | 5       | 7       | 12      |
| 2000–01      | «Сан-Хосе Шаркс»                | НХЛ          | 68                 | 10                 | 24                 | 34                 | 84                 | 1       | 0       | 0       | 0       | 0       |
| 2001–02      | «Сан-Хосе Шаркс»                | НХЛ          | 82                 | 6                  | 27                 | 33                 | 57                 | 12      | 0       | 4       | 4       | 8       |
| Усього в НХЛ | Усього в НХЛ                    | Усього в НХЛ | 1145               | 203                | 642                | 845                | 1349               | 108     | 17      | 56      | 73      | 120     |

### Збірна
| Рік                | Команда            | Турнір             |    | І | Г  | П  | О  | ШХ |
| ------------------ | ------------------ | ------------------ | -- | - | -- | -- | -- | -- |
| 1984               | США                | МЧС                | 7  | 1 | 1  | 2  | 12 |    |
| 1985               | США                | ЧС                 | 10 | 1 | 2  | 3  | 22 |    |
| 1987               | США                | КК                 | 5  | 0 | 3  | 3  | 9  |    |
| 1991               | США                | КК                 | 8  | 1 | 3  | 4  | 4  |    |
| 1992               | США                | ЧС                 | 6  | 0 | 1  | 1  | 6  |    |
| 1996               | США                | КС                 | 6  | 0 | 2  | 2  | 6  |    |
| 1998               | США                | ОІ                 | 4  | 0 | 0  | 0  | 2  |    |
| 2002               | США                | ОІ                 | 6  | 0 | 1  | 1  | 4  |    |
| Молодіжна збірна   | Молодіжна збірна   | Молодіжна збірна   | 7  | 1 | 1  | 2  | 12 |    |
| Національна збірна | Національна збірна | Національна збірна | 45 | 2 | 12 | 14 | 53 |    |